# Ernest Renan

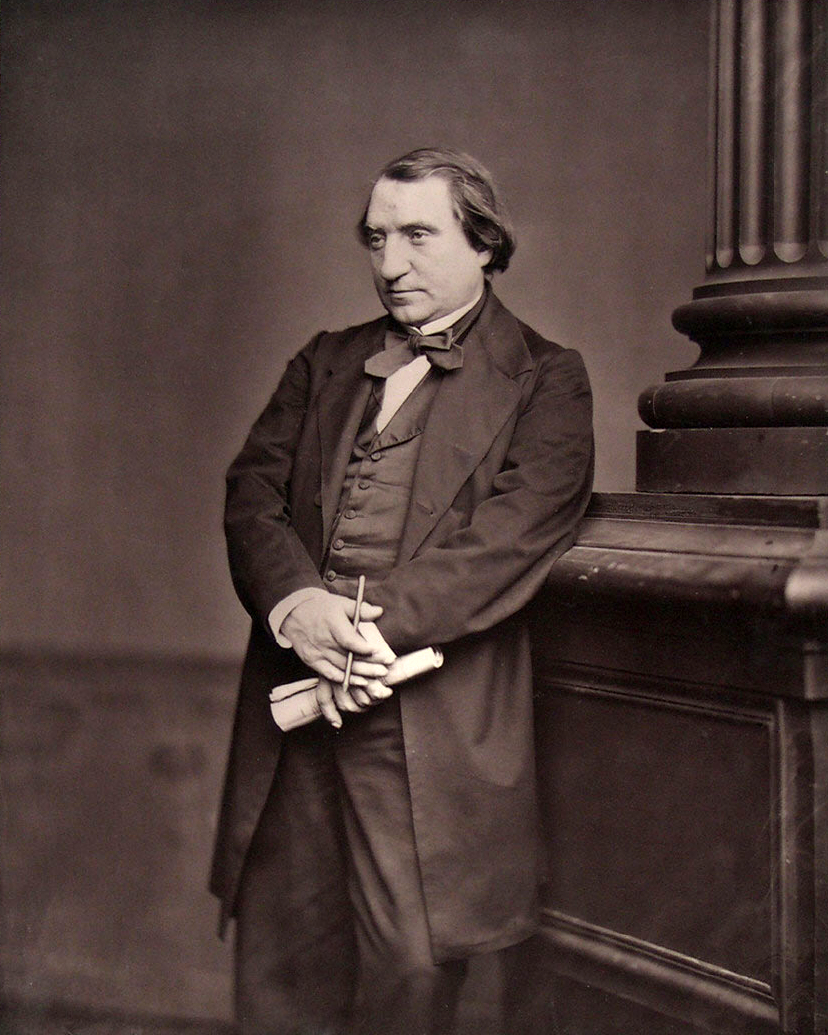
Ernest Renan

Ernest Renan (* 28. Februar 1823 in Tréguier, Département Côtes-d’Armor; † 2. Oktober 1892 in Paris) war ein französischer Schriftsteller, Philologe, Philosoph, Epigraphiker, Historiker und Archäologe. Er war Mitglied der Académie française.

## Leben

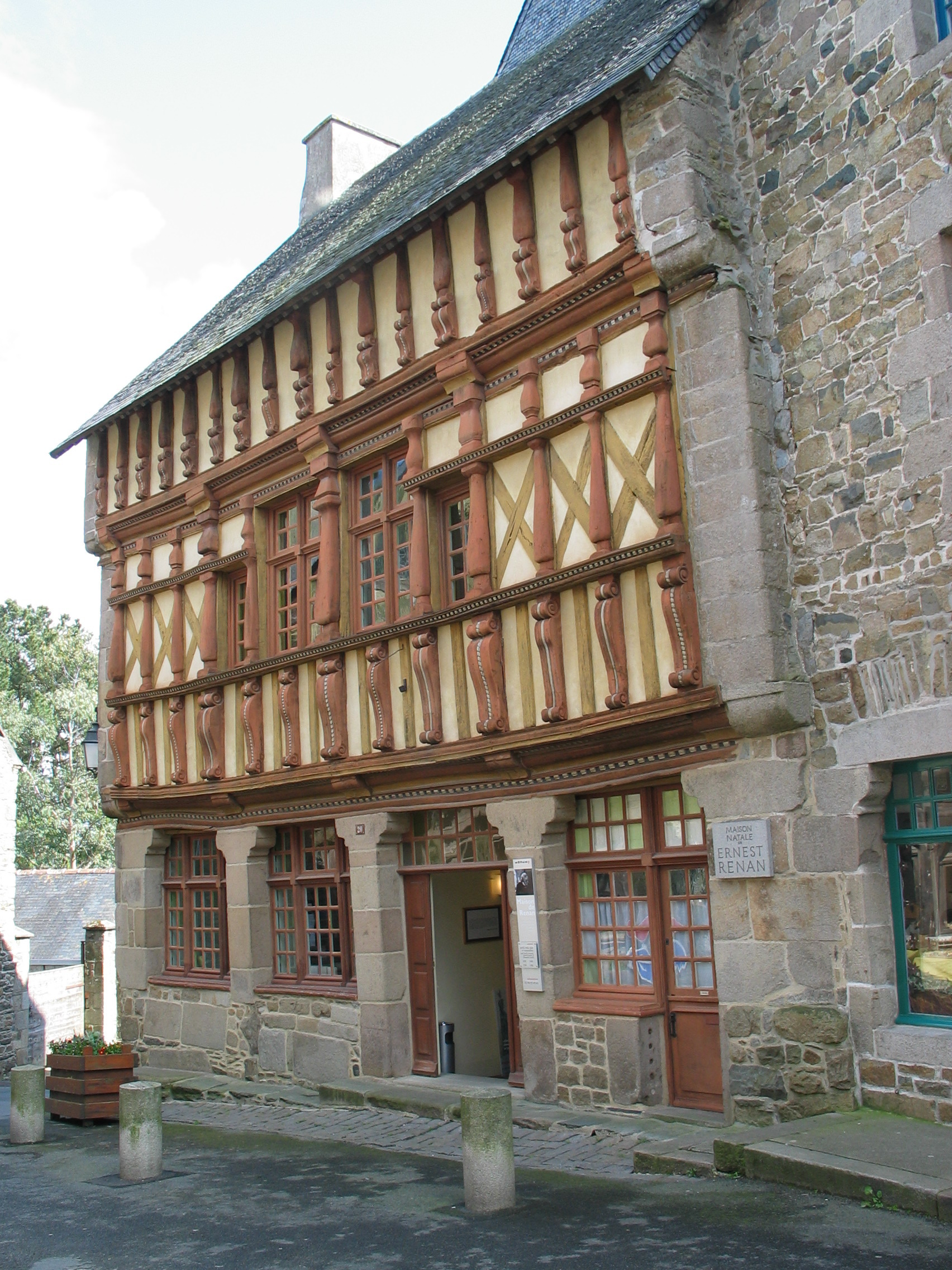
Geburtshaus Renans in Tréguier, heute als Maison Ernest Renan zum Museum umgewidmet

Ernest Renan besuchte in der Absicht, Priester zu werden, ab 1838 das Kleine Seminar bei der Kirche Saint-Nicolas-du-Chardonnet in Paris. Ab 1841 studierte er katholische Theologie, zunächst am Priesterseminar von Issy und ab 1843 am Grand Séminaire de Saint-Sulpice. Er erhielt 1844 die Niederen Weihen, verließ aber das Seminar 1845, da ihm schwerwiegende Zweifel an der historischen Wahrheit der Heiligen Schrift gekommen waren. Er lehnte eine auf christlichen Dogmen beruhende Geschichtsauffassung ab und begeisterte sich für den Deutschen Idealismus und die kritische „deutsche Exegese“ der Bibel (Tübinger Schule). Sein Erstlingswerk L’Avenir de la Science spiegelt eine positivistische und kulturoptimistische Geschichtsphilosophie. Es wurde 1890 mit dem Untertitel Pensées de 1848 publiziert.
1855 gab Renan eine historisch-systematische Konkordanz der semitischen Sprachen heraus. 1856 wurde er zum Mitglied der Académie des Inscriptions et Belles-Lettres gewählt. Sein Buch Études d'histoire religieuse fand 1859 geistreichen Widerstand durch den Philosophen und Literaten Ernest Hello. 1859 wurde er als korrespondierendes Mitglied in die Königlich-Preußische und 1860 in die Russische Akademie der Wissenschaften aufgenommen. Die Bayerische Akademie der Wissenschaften wählte ihn 1860 zum auswärtigen Mitglied.
Renan forschte 1860/61 im offiziellen Auftrag im Nahen Osten und publizierte danach Ergebnisse in La Mission de Phénice (2 Bände, 1864–1874). Der erste Band seines siebenbändigen Hauptwerks Histoire des origines du christianisme erschien 1863 unter dem Titel Vie de Jésus. In diesem Werk nahm Renan die Ergebnisse der Leben-Jesu-Forschung in romanhafter Form auf und versuchte, das Leben, die Gestalt und den Weg Jesu aus den antiken Verhältnissen seiner Zeit heraus zu erklären und die Gestalt Jesu als die eines Menschen darzustellen, der nach seinem Tod von seiner Gemeinde zum „Gott“ ausgerufen wurde. Am Paradigma eines Evolutionismus orientiert, sah Renan die Religionsgeschichte als Fortschritt zu immer größerer moralischer Perfektion. Das Buch wurde ein großer Erfolg und zugleich – wegen des anhaltenden Einflusses der katholischen Kirche – ein Skandal. Innerhalb eines halben Jahres wurden allein in Frankreich sechzigtausend Exemplare verkauft. Eine Auflage folgte der anderen, während Renans Gegner sogleich mit eigenen Schriften antworteten.
Seine Berufung auf einen Lehrstuhl für orientalische Sprachen am Collège de France aus dem Jahre 1862 wurde aufgrund der scharfen Kritik des Episkopats und der Öffentlichkeit an seiner historisierenden Sicht der Person Jesu ausgesetzt. 1870 wurde Renan, der sich nicht als antireligiös verstand, rehabilitiert und 1879 zum Mitglied der Académie française gewählt. Von 1883 bis zu seinem Tod amtierte er als Geschäftsführer des Collège de France.

## Ansichten

### Demokratie
In seinem Werk Dialogues et fragments philosophiques schreibt er 1876:

„Vernunft und Wissenschaft sind Erzeugnisse der Menschheit, aber die Vernunft unmittelbar dem Volke beizulegen und sie inmitten dieses Volkes zu realisieren – das ist eine Chimäre. Es gehört nicht zum Wesen der Vernunft, dass sie von aller Welt verstanden wird. Wenn eine solche Einweihung Platz greifen sollte, so wäre sie auf alle Fälle doch nicht durch eine Form der niederen Demokratie möglich, die dahin zu führen scheint, dass jede feinere Kultur und jede höhere Ordnung ausgelöscht werden. Der Grundsatz, dass die Gesellschaft allein für das Wohlergehen und die Freiheit der Individuen besteht, die sie bilden, stimmt auch nicht mit dem Vorhaben der Natur überein, wonach allein die Art in Betracht gezogen und das Individuum geopfert wird. Es ist sehr zu befürchten, dass das letzte Ergebnis der so verstandenen Demokratie einen gesellschaftlichen Zustand darstellen würde, in dem eine verkommene Masse keine anderen Besorgnisse hat, als dem Genuß und dem Vergnügen des unedlen Durchschnittsmenschen zu frönen.“

### „Was ist eine Nation?“
Bekannt ist Renan auch für seine Rede vom 11. März 1882 in der Sorbonne: Qu’est-ce qu’une nation? („Was ist eine Nation?“), in der er folgende Definition gibt:

„Die Nation ist eine große Solidargemeinschaft, die durch das Gefühl für die Opfer gebildet wird, die erbracht wurden und die man noch zu erbringen bereit ist. Sie setzt eine Vergangenheit voraus und lässt sich dennoch in der Gegenwart durch ein greifbares Faktum zusammenfassen: die Zufriedenheit und den klar ausgedrückten Willen, das gemeinsame Leben fortzusetzen. Die Existenz einer Nation ist (man verzeihe mir diese Metapher) ein tägliches Plebiszit, wie die Existenz des Individuums eine ständige Bekräftigung des Lebens ist.“

In dieser Rede, die häufig auf den Ausspruch „Die Nation ist ein tägliches Plebiszit“ verkürzt wird, nahm er schon 1882 auch die Idee der Europäischen Gemeinschaft vorweg:

„Die Nationen sind nichts Ewiges. Sie haben einmal angefangen, sie werden enden. Die europäische Konföderation wird sie wahrscheinlich ablösen.“

Einige Autoren kritisieren das „tägliche Plebiszit“. Sie argumentieren, dass dies nicht im Einklang mit Renans (sonstiger) Denkweise stehe. Seine Definition sei durch den Verlust des Elsass im Deutsch-Französischen Krieg beeinflusst.

### Islam und Wissenschaft
Am 29. März 1883 hielt Ernest Renan an der Sorbonne einen Vortrag zum Verhältnis des Islams zur Moderne. Renan behauptete, der Islam stehe der Moderne gegenüber im Widerspruch.

„So wie es in seine Religion eingeweiht ist, um das zehnte bis zwölfte Lebensjahr, wird das muselmännische Kind, das bis dahin zuweilen noch ziemlich geweckt war, plötzlich fanatisch, von jenem Dünkel gesättigt, es besitze Alles, was ihm als absolute Wahrheit gilt, wie über ein Vorrecht über das Glückliche, was gerade seine geistige Inferiorität ausmacht. Dieser dumme Hochmut ist das Laster, welches das ganze Sein des Muselmanns bestimmt. Die scheinbare Einfachheit seines Gottesdienstes flößt ihm eine wenig gerechtfertigte Verachtung vor den anderen Religionen ein.“

Dschamal ad-Din al-Afghani, ein islamischer Philosoph, setzte sich kritisch mit den Äußerungen Renans auseinander und suchte Renan zu widerlegen. Beide waren sich allerdings im elitären Denken einig: Die Philosophie trage weiter als die Religion – die Vernunft vereine die Menschen, während die Religion sie trenne, denn im Gegensatz zur Letzteren, deren dogmatisches (Fehl-)Verständnis sehr einfach sei, sei Erstere nur wenigen Menschen unmittelbar zugänglich. Es steht hier also weniger das moderne Europa dem zurückbleibenden Orient gegenüber, sondern es stehen sich vielmehr zwei Intellektuelle gegenüber, die dasselbe Problem vor Augen haben.

### Kolonialismus und Rassismus
Unter dem Schock der französischen Niederlage im Deutsch-Französischen Krieg suchte Renan nach Wegen aus der Krise seines Heimatlandes. Eine „Lösung“ sah er im Gewinn kolonialer Macht. Er meinte, dass es die natürliche Bestimmung der Rassen sei, zu kolonialisieren oder kolonialisiert zu werden. Deshalb plädierte er unter anderem für eine Kolonialisierung Chinas durch europäische Mächte:

„Die Kolonisierung im großen Stil ist eine politische Notwendigkeit ersten Ranges. Eine Nation, die nicht kolonisiert, ist unwiderruflich zum Sozialismus und zum Krieg zwischen Arm und Reich bestimmt. … Die Eroberung eines Landes einer niederen Rasse durch eine höhere Rasse, die sich dort ansiedelt, um es zu regieren, ist nicht schockierend. So sehr Eroberungen zwischen gleichberechtigten Rassen zu tadeln sind, so sehr gehört die Regeneration niederer oder bastardisierter Rassen durch die höheren Rassen zur providentiellen Ordnung der Menschheit. … Regere imperio populos, das ist unsere Berufung. … Die Natur hat eine Rasse der Arbeiter geschaffen, das ist die chinesische Rasse … eine Rasse der Landarbeiter, das ist der Neger; sei gut und menschlich zu ihm, und alles wird in Ordnung sein … eine Rasse der Lehrer und Soldaten, das ist die europäische Rasse.“

### Antisemitismus
In seinen Études d’Histoire Religieuse (Studien zur Religionsgeschichte) behauptet er – auch in der Tradition von Christian Lassen –, „Semiten“ sei militärischer, politischer, wissenschaftlicher und geistiger Fortschritt fremd; Intoleranz sei die natürliche Folge ihres Monotheismus, den sie den vom Polytheismus geprägten Ariern aus ihrer Kultur übergestülpt hätten. Ihr arrogantes Erwählungsbewusstsein sei seit 1800 Jahren verantwortlich für den Hass auf sie. Damit meinte er die Juden und die Muslime, im Besonderen die Araber, die wie die Juden der semitischen Sprachgruppe und Ethnie angehören. Unter anderem Moritz Steinschneider, jüdischer Bibliograph und Mitgründer der Judaistik, widersprach ihm und nannte Renans Einschätzungen erstmals antisemitisch.
1862 kam Renan bei einem Vergleich zwischen Sanskrit und Hebräisch zu dem Schluss, dass die „schreckliche Einfalt des semitischen Geistes“ das menschliche Gehirn „zum Schrumpfen“ bringe und es „jeder höheren geistigen Leistung gegenüber“ verschließe. 1883 sprach er in einer „Vorlesung über die semitischen Völker“ über die vermeintliche Unfähigkeit zu wissenschaftlichen und künstlerischen Leistungen wegen „der schrecklichen Schlichtheit des semitischen Geistes, die den menschlichen Verstand jeder subtilen Vorstellung, jedem feinsinnigen Gefühl, jedem rationalen Forschen unzugänglich macht, um ihm die immer gleiche Tautologie ‚Gott ist Gott‘ entgegenzuhalten“.
Insgesamt reduzierte Renan das Judentum auf eine Vorstufe des Christentums. Da er an die Entwicklungsfähigkeit und den Fortschritt der Menschheit glaubte (er hatte Charles Darwins Theorie rasch rezipiert), verwendete er Begriffe der Rassenlehre allerdings nie in einem biologisch-deterministischen Sinn. Darüber hinaus war er überzeugt, dass die Weiterentwicklung der Menschheit gerade auf ihrer Vermischung beruhe, so dass einzelne Rassen immer mehr an Bedeutung verlören. Gegen den nach 1870 aufkommenden Antisemitismus und Rassismus sprach er sich mit Entschiedenheit aus.

## Rezeption
Die Ernest Renan war eines der ersten französischen Panzerschiffe des frühen 20. Jahrhunderts, die im Ersten Weltkrieg mit den Panzerkreuzern der Léon-Gambetta-Klasse das 1. französische Panzerkreuzergeschwader im Mittelmeer bilden sollten. Sie brachte im März 1921 die Regierungsmitglieder der Demokratischen Republik Georgien von Batumi ins französische Exil.
1919 wurde die Société Ernest Renan gegründet, zu deren ersten Mitgliedern René Dussaud und Paul Alphandéry gehörten. Einflüsse Renans finden sich bei Henri Bergson und in der russischen Literatur des 19. Jahrhunderts.

## Schriften

### Monographien
- Averroès et l’Averroïsme. Paris 1852; 3. Auflage ebenda 1866.
- De la part des peuples sémitiques dans l’histoire de la civilisation. Discours d’ouverture du cours de langues hébraïque, chaldaïque et syriaque au Collége de France. 2e édition. Michel Lévy Frères, Paris 1862.
- Das Leben Jesu,[17] Paris, 1863, im 1. Band seiner Histoire des origines du christianisme (7 Bände, 1863–1883). Als „Volksausgabe“ 1898 bei Calmann Lévy 1898 neu herausgegeben.
- La Mission de Phénice, 2 Bde., Paris 1864–1874 Textband Bildband
- Paulus. Brockhaus / Levy Freres, 1869.
- L’Abbesse de Jouarre: Drame. Calmann Lévy, Paris 1886.
- Die Apostel. Leipzig 1866 bzw. Berlin, Hasselberg’sche Verlagshandlung, ca. 1870.
- Drames Philosophiques. Calmann, Paris 1888.
- Jugenderinnerungen. Mit einem Vorwort von Stefan Zweig. Frankfurter Verlags-Anstalt, Frankfurt am Main 1925.
- Sur Corneille, Racine et Bossuet. Les Cahiers de Paris, Paris 1926.
- Meine Schwester Henriette. Alexander Fischer, Tübingen 1929.
- Morceaux Choisis. Èdités et annotées par Anna Brunnemann et Philipp Rossmann. Moritz Diesterweg, Frankfurt am Main 1928.
- „Was ist eine Nation?“ Rede am 11. März 1882 an der Sorbonne. Mit einem Essay von Walter Euchner. Europäische Verlagsanstalt, Hamburg 1996, ISBN 3-434-50120-7.
- La Réforme intellectuelle et morale. Précédé de: Les Origines de la France contemporaine par Jean-Francois Revel. Union Générale d`Édition, Paris 1967.
- Der Islam und die Wissenschaft. Eingel. u. hrsg. von Klaus H. Fischer. Schutterwald/Baden 1997.
- Spinoza. Eingel. u. hrsg. von Klaus H. Fischer, Schutterwald/Baden 1996.

### Zweisprachige Ausgaben
- Was ist eine Nation? Zweisprachig: Französisch-Deutsch. Aus dem Französischen von A. Gerhard. Calambac Verlag, Saarbrücken 2022, ISBN 978-3-943117-21-9.